# Photoscotosia atrophicata
Photoscotosia atrophicata là một loài bướm đêm trong họ Geometridae.